# Uppsala
Uppsala er en by i Uppland i det østlige Sverige, beliggende 66 km nord for Stockholm. Byen har 174.982 (2023) indbyggere og er den fjerdestørste by i Sverige. Den er residensby i Uppsala län og hovedby i Uppsala kommun.
Uppsala har været det kirkelige centrum i Sverige siden 1164 som sæde for den svenske ærkebiskop og det svenske ærkestift. Universitetet i Uppsala blev grundlagt i 1477 som det første universitet i Skandinavien, idet det er to år ældre end Københavns Universitet. Dog var det danske Studium Generale eller Akademiet i Lund åbnet allerede i 1425.
Her opbevares også Sølvbiblen, der siges at være en af Europas ældste bøger.
Denne gamle universitetsby har stor historisk karakter og indeholder mange seværdigheder. I Gamla Uppsala fire kilometer fra centrum ligger tre store vikingegravhøje. Her siges det, at vikingerne Aun, Egil og Adil ligger begravet. Her findes også den gamle domkirke fra 1100-tallet. I selve byen står den store domkirke, som grundlagdes i 1270'erne.  
Museet Gustavianum (sv) er indrettet i universitetets ældst bevarede bygning, der ligger umiddelbart ved domkirken. Museet huser blandt andet Det augsburgske kunstkabinet og udstillinger om Olof Rudbeck den ældre.
Tæt ved togstationen ligger Uppsalas koncert- og kongrescenter (sv), der blev tegnet i Henning Larsens tegnestue og indviet i 2007.
Fra øverste etage er der udsigt ud over Uppsala.

## Sport
Den svenske mesterskabsfinale i bandy er et af de mest klassiske svenske sportsarrangementer. Mellem 1991 og 2012 er den blevet spillet på Studenternas IP i Uppsala. Efter finaler i Stockholm 2013-2017, spilles den fra 2018 atter i Uppsala. Uppsala har en træningshal for bandy, Relitahallen (sv).